# Polymérisation coordinative
La polymérisation coordinative est un type de polymérisation en chaîne. L’amorçage a lieu grâce à un complexe organométallique des métaux de transition, tel le titane ou le zirconium, et la propagation se fait au niveau d’un centre actif qui est un complexe de coordination entre le monomère et le métal de transition,. Le centre actif est généralement anionique et plus rarement cationique.
Le développement de cette méthode de polymérisation a débuté dans les années 1950 avec la catalyse hétérogène de Ziegler-Natta basée sur le catalyseur tétrachlorure de titane et un co-catalyseur d’aluminium comme le méthylaluminoxane.

## Monomères et polymères
Les monomères typiquement utilisés sont des monomères non polaires comme l’éthylène et le propylène. Le développement de polymérisations coordinatives permettant des copolymérisations avec des monomères polaires est plus récent. Des exemples de ce type de monomères sont le méthyle vinyle cétone, le méthyle acrylate et l'acrylonitrile.
Les polymères fabriqués par polymérisation coordinative sont différents types de polyéthylène et des polymères vinyliques comme le polypropylène et le polystyrène.

## Typologie
Les polymérisations coordinatives 
| Catalyse      | Polyéthylène | Polypropylène                      | Polystyrène                      |
| ------------- | --- | ---------------------------------- | -------------------------------- |
| Ziegler-Natta | Polyéthylène haute densité (PE-HD), polyéthylène à basse densité linéaire (PE-LLD), polyéthylène à très basse densité (PE-VLD) | Polypropylène isotactique (iPP)    | Polystyrène isotactique (iPS)    |
| Métallocène   | Polyéthylène haute densité, polyéthylène à très basse densité                                                                  | Polypropylène syndiotactique (sPP) | Polystyrène syndiotactique (sPS) |
| Phillips      | Polyéthylène moyenne densité (PE-MD)                                                                                           |                                    |                                  |
| Métathèse     | |                                    |                                  |

## Caractéristiques des polymères
La polymérisation coordinative a un impact très important sur les propriétés des polymères formés :
- linéarité et masse molaire : contrairement au polyéthylène basse densité qui est obtenu par polymérisation radicalaire et qui est très ramifié, les polymères fabriqués par polymérisation coordinative comme le PE-HD et le PE-LLD sont linéaires ou très peu ramifiés et peuvent avoir une masse molaire élevée ;
- stéréorégularité : contrairement aux polypropylènes et polystyrènes fabriqués par polymérisation radicalaire et qui sont atactiques, les polymères fabriqués par polymérisation coordinative comme les iPP, sPP, iPS et sPS sont stéréoréguliers et peuvent donc être isotactiques ou syndiotactiques.

La linéarité et la stéréorégularité permettent la formation de polymères semi-cristallins.